# 紫花茶藨子
紫花茶藨子（学名：Ribes luridum），为虎耳草科茶藨子属下的一个植物种。